# Localidades da Póvoa de Varzim

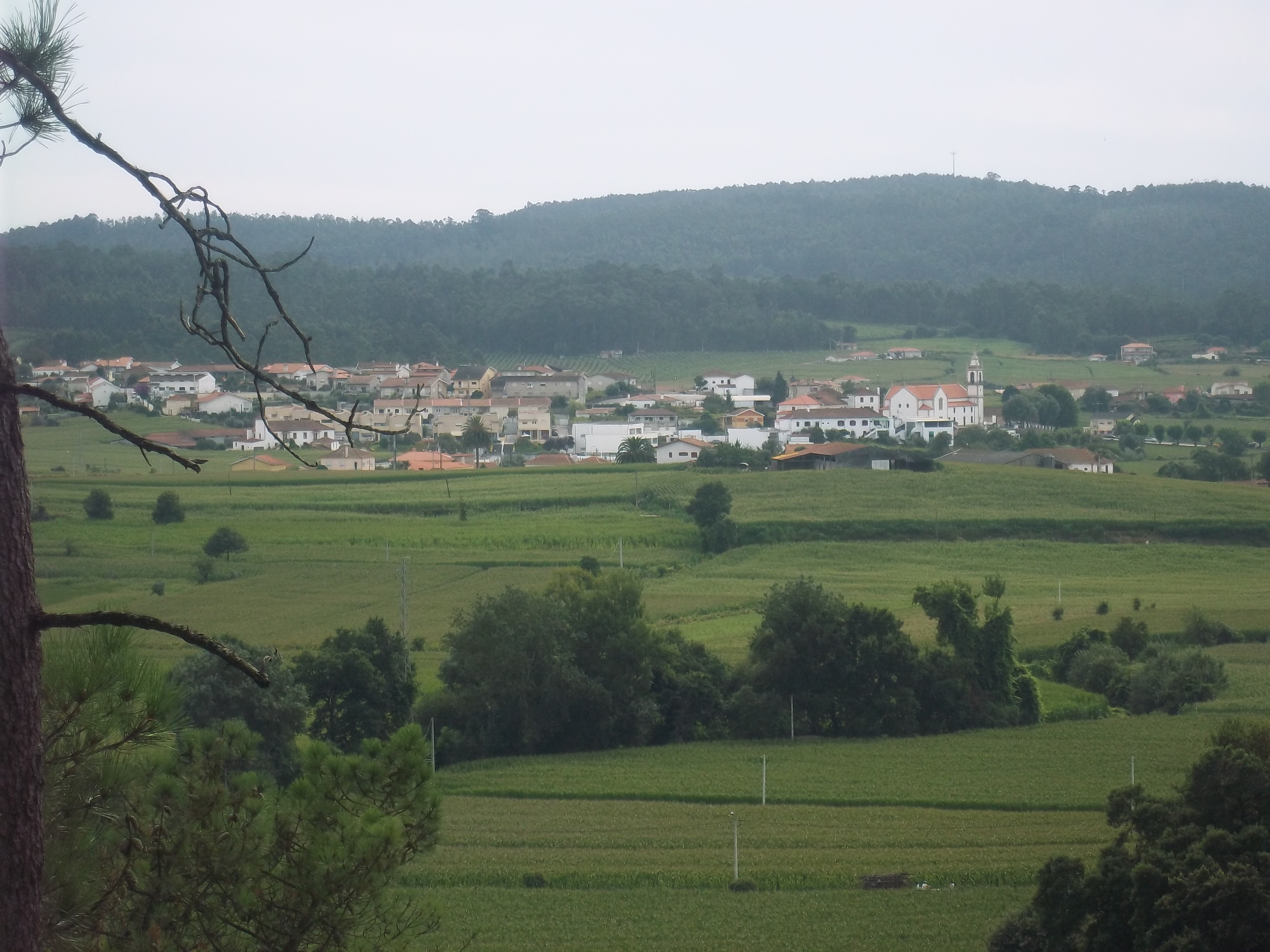
Balazar, destino religioso nacional e internacional

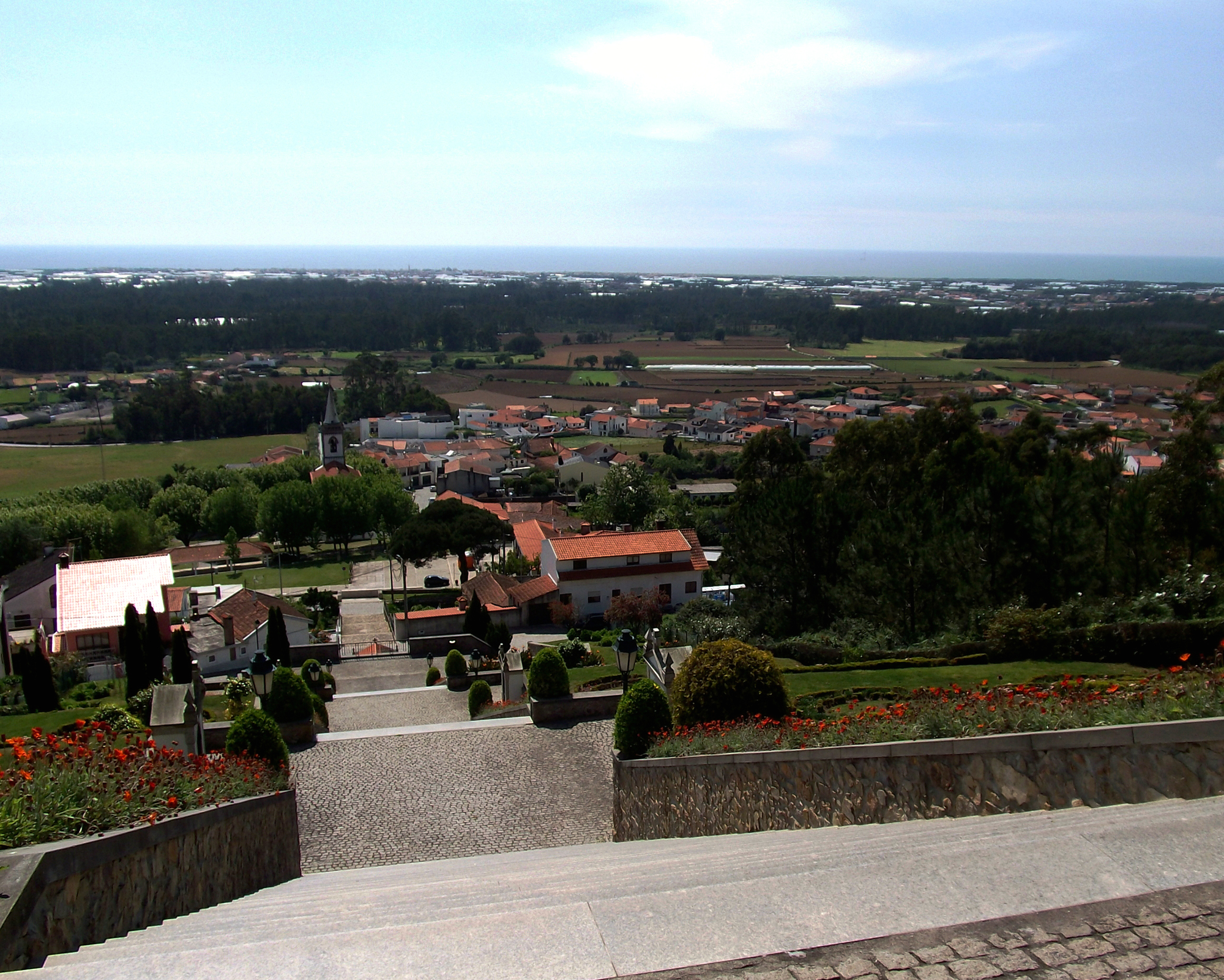
Senhora da Saúde no sopé do monte de São Félix

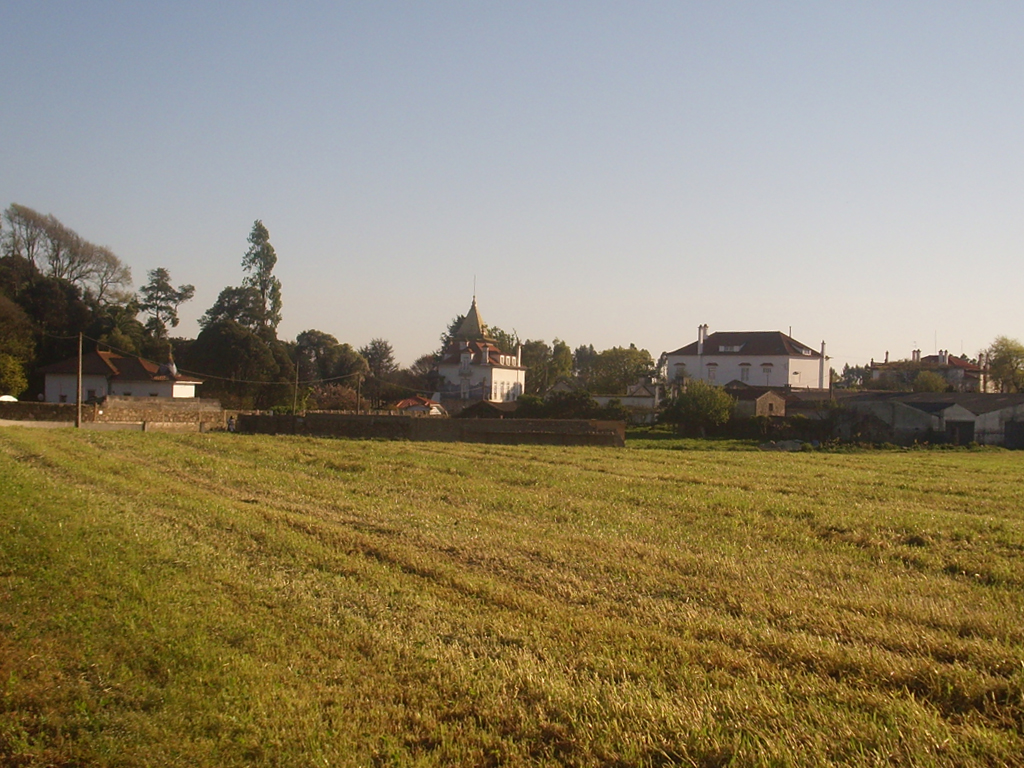
Calves na periferia da Póvoa de Varzim

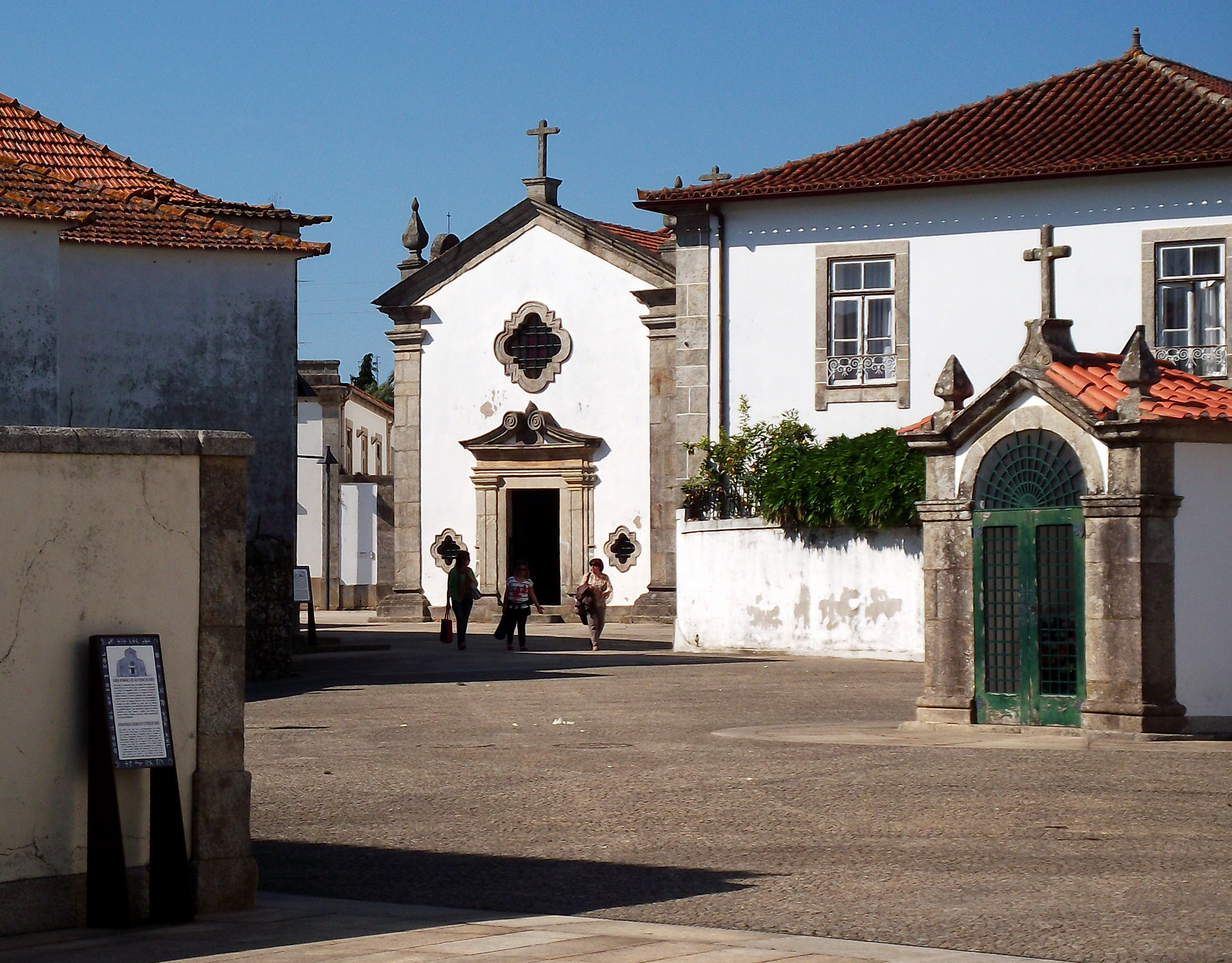
São Pedro de Rates, um antigo município

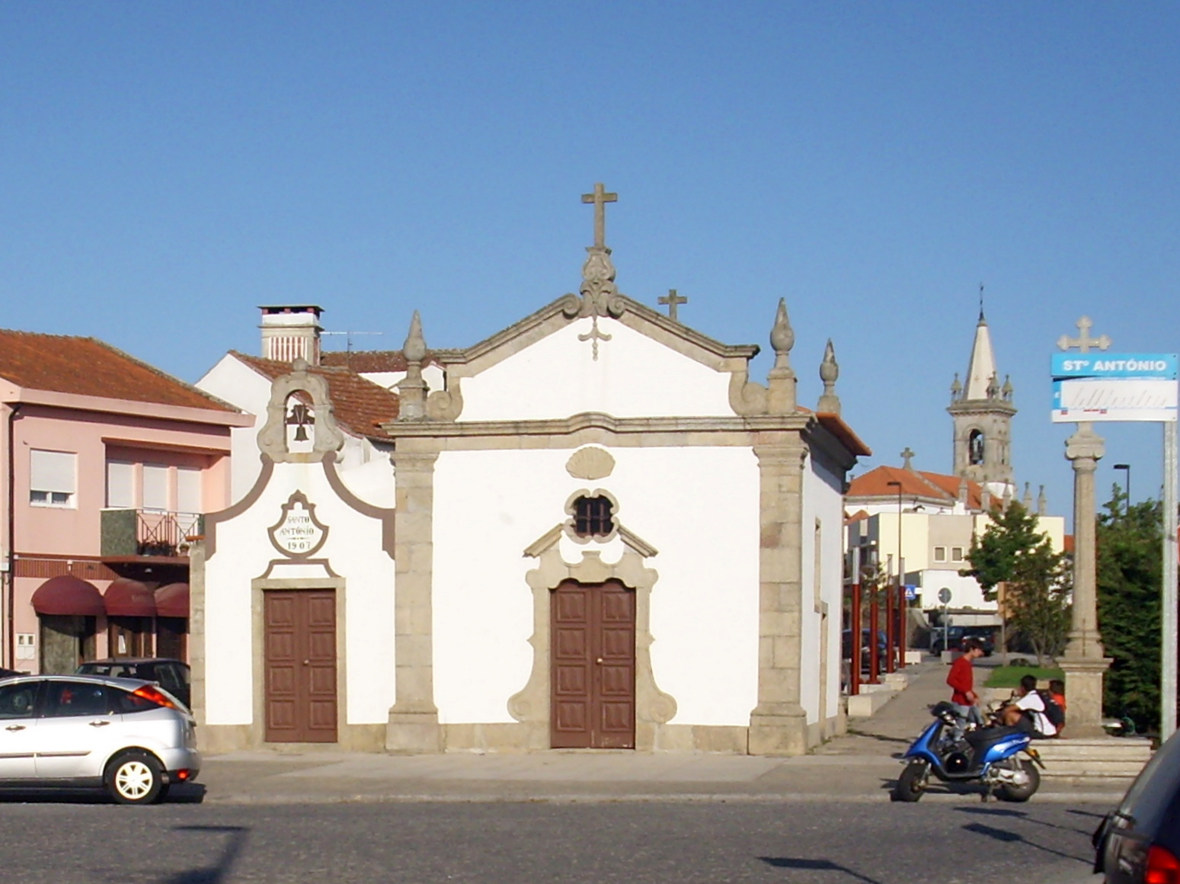
Cadilhe na periferia da cidade

Em torno da cidade da  Póvoa de Varzim em Portugal existe um grande número de povoados dependentes espalhados pelas freguesias. Estas freguesias têm povoamento disperso, com pequenos núcleos denominados de "Lugar" ou "Localidade" em Portugal, estas pequenas localidades são historicamente conhecidas como aldeias e a maioria têm alguma continuidade urbanística com a cidade, acabando por a ligar a cidades vizinhas. A maioria são subúrbios, restando ainda ainda algumas herdades que são a origem deste tipo de povoamento típico do noroeste português e de outras zonas da Europa.

## História
Os subúrbios da Póvoa de Varzim são tradicionalmente diferenciados em dois tipos: Arrabaldes (hoje o termo mais comum é periferia) e aldeias. Os arrabaldes estavam localizados no limite do núcleo do burgo e pelas ruas principais, são parte da área urbana, incluindo lugares como Vila Velha (núcleo romano e feudal da Póvoa de Varzim), Regufe ou Giesteira. As aldeias estavam mais afastadas, sem continuidade urbanística. Em 1758, o tenente do Castelo da Póvoa, Veiga Leal, diferenciou-as usando pequenos tiros: se eram mais próximos que o alvo, eram um "arrabalde", se além, uma "aldeia". Apesar dos habitantes de subúrbios mais afastados não necessitarem de ir ao centro do burgo para trabalhar, dependiam deste como seu centro de serviços e mercado, para vender e comprar produtos. O burgo também dependia da sua periferia para mão-de-obra, alimentação, água e matérias primas.
Já no século XVI e, em especial, no século XVII, alguns novos subúrbios despontaram. Em 1736, quatro arrabaldes tinham nome: Vila Velha, Giesteira, Casal do Monte e Regufe. Em 1758, o número aumentou para 7, com Gandra, Coelheiro e Moninhas. Em 1763, havia 10 e em 1832, 12. Contudo, esta lista pode não ser exata dado que outros subúrbios eram sabidos de existir na altura.

## Lista
No censo de 2011, o município da Póvoa de Varzim tinha 99 localidades, incluindo a cidade e um grande número de lugares, muitos dos quais são periferia da cidade ("arrabaldes"), parte da expansão suburbana, contudo algumas aldeias ainda permanecem.
| Localidade           | População (censo 2011) | Antiga freguesia                               |
| -------------------- | ---------------------- | ---------------------------------------------- |
| Póvoa de Varzim      | 40,053                 | A Ver-o-Mar, Amorim, Argivai, Beiriz, P.Varzim |
| (população dispersa) | 22                     | A Ver-o-Mar                                    |
| Aldeia               | 690                    | Aguçadoura                                     |
| Areosa               | 619                    | Aguçadoura                                     |
| Caturela             | 393                    | Aguçadoura                                     |
| Codixeira            | 1,487                  | Aguçadoura                                     |
| Granjeiro            | 260                    | Aguçadoura                                     |
| Santo André de Baixo | 520                    | Aguçadoura                                     |
| Santo André de Cima  | 266                    | Aguçadoura                                     |
| (população dispersa) | 22                     | Aguçadoura                                     |
| Agra                 | 296                    | Amorim                                         |
| Aldeia Nova          | 77                     | Amorim                                         |
| Amorim de Cima       | 326                    | Amorim                                         |
| Cadilhe              | 429                    | Amorim                                         |
| Mandim               | 235                    | Amorim                                         |
| Mourilhe             | 64                     | Amorim                                         |
| Pedroso              | 153                    | Amorim                                         |
| Sistelos             | 73                     | Amorim                                         |
| Torrinha             | 147                    | Amorim                                         |
| Travassos            | 392                    | Amorim                                         |
| Aldeia               | 76                     | Amorim                                         |
| Fontainhas           | 30                     | Amorim                                         |
| Cardosas             | 289                    | Amorim                                         |
| Esqueirinhas         | 29                     | Amorim                                         |
| Calves               | 119                    | Argivai, Beiriz                                |
| Além                 | 119                    | Balazar                                        |
| Calvário             | 115                    | Balazar                                        |
| Caminho Largo        | 97                     | Balazar                                        |
| Casal                | 347                    | Balazar                                        |
| Cruz                 | 150                    | Balazar                                        |
| Fontainhas           | 641                    | Balazar                                        |
| Gandra               | 219                    | Balazar                                        |
| Gestrins             | 296                    | Balazar                                        |
| Lousadelo            | 44                     | Balazar                                        |
| Quintã               | 49                     | Balazar                                        |
| Vela                 | 139                    | Balazar                                        |
| Vila Pouca           | 121                    | Balazar                                        |
| Covilhã              | 28                     | Balazar                                        |
| Telo                 | 102                    | Balazar                                        |
| Outeiro              | 66                     | Balazar                                        |
| (população dispersa) | 10                     | Balazar                                        |
| Beiriz de Baixo      | 126                    | Beiriz                                         |
| Cutéres              | 103                    | Beiriz                                         |
| Fraião               | 191                    | Beiriz                                         |
| Mau Verde            | 45                     | Beiriz                                         |
| Outeiro              | 126                    | Beiriz                                         |
| Paredes              | 243                    | Beiriz                                         |
| Pedreira             | 652                    | Beiriz                                         |
| Penela               | 433                    | Beiriz                                         |
| Quintã               | 369                    | Beiriz                                         |
| Xisto                | 129                    | Beiriz                                         |
| Igreja               | 111                    | Beiriz                                         |
| Silvas               | 325                    | Beiriz                                         |
| Fonte Nova           | 62                     | Beiriz                                         |
| Barros               | 180                    | Estela                                         |
| Carrascos            | 33                     | Estela                                         |
| Carregosa            | 168                    | Estela                                         |
| Contriz              | 144                    | Estela                                         |
| Estrada              | 65                     | Estela                                         |
| Igreja               | 100                    | Estela                                         |
| Outeiro              | 113                    | Estela                                         |
| Pedrinha             | 235                    | Estela                                         |
| Teso                 | 569                    | Estela                                         |
| Urzes                | 277                    | Estela                                         |
| Frinjo               | 126                    | Estela                                         |
| Baldoia              | 23                     | Estela                                         |
| (população dispersa) | 18                     | Estela                                         |
| Águas Férreas        | 123                    | Laundos                                        |
| Igreja               | 47                     | Laundos                                        |
| Laúndos              | 264                    | Laundos                                        |
| Machuqueiras         | 266                    | Laundos                                        |
| Outeiro              | 162                    | Laundos                                        |
| Pé do Monte          | 323                    | Laundos                                        |
| Rapijães             | 280                    | Laundos                                        |
| Real                 | 93                     | Laundos                                        |
| Recreio              | 208                    | Laundos                                        |
| Senhora da Saúde     | 244                    | Laundos                                        |
| (população dispersa) | 45                     | Laundos                                        |
| Agra de Bouças       | 86                     | Navais                                         |
| Burgada              | 141                    | Navais                                         |
| Cabreira             | 61                     | Navais                                         |
| Crasto               | 15                     | Navais                                         |
| Espadelos            | 192                    | Navais                                         |
| Espinhal             | 207                    | Navais                                         |
| Navais               | 47                     | Navais                                         |
| Outeiro              | 276                    | Navais                                         |
| Prelades             | 268                    | Navais                                         |
| Sonhim               | 186                    | Navais                                         |
| São Pedro de Rates   | 2,465                  | Rates                                          |
| (população dispersa) | 40                     | Rates                                          |
| Boavista             | 154                    | Terroso                                        |
| Carregal             | 64                     | Terroso                                        |
| Ordem                | 97                     | Terroso                                        |
| Paranho              | 73                     | Terroso                                        |
| Pé do Monte          | 309                    | Terroso                                        |
| Póvoas               | 194                    | Terroso                                        |
| Santo António        | 250                    | Terroso                                        |
| São Lourenço         | 101                    | Terroso                                        |
| São Salvador         | 131                    | Terroso                                        |
| Sejães               | 349                    | Terroso                                        |
| Vilar                | 163                    | Terroso                                        |
| Passô                | 425                    | Terroso                                        |
| Chamosinhos          | 109                    | Terroso                                        |
| Pincelos             | 100                    | Terroso                                        |
| (população dispersa) | 9                      | Terroso                                        |